# Шовен, Жан-Рене
Жан-Рене Шовен (16 июня 1918 — 27 февраля 2011) — французский троцкист, участник Сопротивления, узник нацистских лагерей уничтожения, историк системы концентрационных лагерей.

## Биография

### Семья
Сын Рене Шовена, секретаря Жюля Геда и депутата, избранного от города Пюто в 1893 году, и Генриетта Клавье. Его отец, который был сначала одним из лидеров Французской рабочей партии Жюля Геда (одной из предшественниц СФИО), затем покинул эту партию и в 1934 году стал активным членом Партии пролетарского единства. Он много говорил со своим сыном Жан-Рене о социал-демократии, критически относился, как к настоящему негодяю, к Блюму, но не был коммунистом советского образца, так как сталинский режим был для него диктатурой.

### Вовлечённость в политику
Начало политической деятельности Жана-Рене Шовена приходится на 1934 год, когда 12 февраля он один из своего лицея в Бордо отправился демонстрацию, последовавшую после неудачного путча правых.
В 1935 году он входил Молодёжное движение социалистов Бордо, где конфигурация была немного странной, так как в СФИО Бордо был раскол. Мэр Адриен Марке присоединился к «неосоциалисту» Марселя Деа, который, в свою очередь, рассматривал СФИО как слишком левую организацию.
С двумя или тремя друзьями по лицею Жан-Рене основал секцию СФИО и сразу же вошёл в состав «Революционных левых» Марсо Пиверта.
Вскоре после этого Жан-Рене обнаружил Ля Лютт Увриер — официальный орган Международной рабочей партии, троцкистской организации во главе с Пьером Навиллем. Он нашёл адрес и написал Навиллю.
Его друзья сообщили ему, что в 1935 году они провожали профсоюзные встречи с 5 или 6 членами, а в 1936 году на встречах с ними собирались уже 200 человек. В 1936 году Жан-Рене основал в Бордо первую троцкистскую ячейку. Принимал участие в Комитете по защите обвиняемых на московских процессах (Каменев, Зиновьев и другие).
Ко времени подписания германо-советского пакта они, дюжина юных троцкистов из молодёжного крыла Рабоче-крестьянской социалистической партии в Бордо, издают листовку тиражом 3000 экземпляров, которые распространяют на верфях Бордо; в листовке содержался призыв к превращению предстоящей войны в революционную и осуждение сталинизма как смертельного врага коммунизма.

### Вторая мировая война
В 1939 году Шовена исключили за троцкизм из школы артиллерийских офицеров в Пуатье, куда его приняли через несколько месяцев после распространения листовки. Он был отправлен на фронт в Сомма, затем его демобилизовали в 1941 году, после чего он переехал из Бордо в Париж, где его мало кто знал. Это дало возможность продолжать заниматься политической деятельностью, теперь уже в глубоком подполье. Он стал активным членом Международной рабочей партии (POI), публиковался в органе партии газете La Vérité.
Он совершил ряд поездок из оккупированной зоны в свободную зону, поддерживая связи между Иваном Крайпо, Давидом Руссе и Марселем Хиком. 15 февраля 1943 года он был арестован в результате рейда французской полиции, заключен в тюрьму во Фресне, затем доставлен в гестапо, где его пытали. Его депортировали в Маутхаузен, затем Аушвиц-Биркенау, Бухенвальд и другие менее известные лагеря. Он несколько раз бежал, и в конце концов удачно, но смог вернуться в Бордо только 9 июня 1945 года.

### Послевоенный троцкистский активист
Он возобновил свою политическую деятельность на крайнем левом фланге. Был секретарем Международной коммунистической партии (МКП, новой объединенной партии троцкистов), которая противостояла сталинистским атакам ФКП. В течение двух лет, до 1948 года, он вместе с большинством партии принадлежал к «правому» уклону внутри МКП, возглавляемому Иваном Крайпо. Для Жана-Рене первые послевоенные годы были знаменательны крупными забастовками в 1947 году и его встречей с Женни Плоки, ставшей спутницей его жизни более чем на 60 лет, до самой смерти.
Он участвовал в создании Демократического революционного объединения (RDR) с Жаном-Полем Сартром и Давидом Руссе, сформировав совместно с Сартром платформу «Шовена-Сартра», которая противостояла другой тенденции в RDR, возглавляемой Руссе. Исключенный из МКП из-за его приверженности RDR, он оставался верен троцкистским идеям, направленным на объединение течений несталинских левых. Шовен присоединился к бригаде молодых людей, которые отправлялись на несколько недель работать в титовской Югославии. Он возвращался в Югославию каждый года в начале 1950-х годов. Шовен работал там особенно много журналистом для информационного агентства Танюг и для France-Observateur.
В 1950-х годах он участвовал в ряде политических движений, направленных на объединение несталинских левых (левее СФИО). В июне 1951 года он появился в списке «Картель независимых левых» во главе с Шарлем д’Арагоном в третьем избирательном округе Сены.
Жан-Рене Шовен в следующем году в руководящем комитете CAGI (Центр действия независимых левых), революционной социалистической организации, очень близкой к «Обозревателю» Клода Бурдэ. В 1958 году он был избран секретарем Парижской федерации UGS (Союз социалистических левых, основанный в конце 1957 года). В ноябре 1958 года был кандидатом в законодательное собрание в 15-м округе Парижа, получил чуть менее 5 % голосов. Участвовал в организации «Новых левых». Выступал за независимость Алжира, в частности, организовывал демонстрации с этим требование вместе с такими политическими деятелями, как Жан-Поль Сартр и Симона де Бовуар. Присоединился к комитетам поддержки жертв репрессивных режимов в Южной Америки, таких как Аргентина, Перу и другие.
Он вступил в Объединённую социалистическую партию в 1963 году. Член бюро XV Парижской секции ОСП, издавал Initiative socialiste (Социалистическую Инициативу). Он также занимался журналистикой и много лет работал в Liaisons sociales, где он отвечал за обзор прессы.
Он был исключен из ОСП в 1969 году из-за поддержки кандидатуры Алена Кривина и Коммунистической лиги. Позднее он вступил в эту троцкистскую организацию, но со своим критическим взглядом и, в конце концов, покинул РКЛ в 1986 году. Он был с Мишелем Лекенне, одним из лидеров движения «Т3».
Он вновь присоединился к Революционной коммунистической лиге в 2002 году и вел их кампанию в Париже до 2008 года. В последние два года тяжелое состояние здоровья ограничивали его активность. Он умер в феврале 2011 года.

### В России
Жан-Рене Шовен имел прочные связи с российским обществом бывших узников ГУЛАГа «Возвращение» и в 1992, 1993 и 1994 годах трижды участвовал в проводимых этим обществом в Москве международных конференциях «Сопротивление в ГУЛАГе».

## Произведения
- Un trotskiste dans l’enfer nazi — Mauthausen-Auschwitz-Buchenwald (1943—1945), préface de Michel Lequenne, éditions Syllepse, 2006 (ISBN 2849500933)
- Texte de Jean-René Chauvin publié dans la revue Carré Rouge[10], no 18, 2001
- Jean-René Chauvin, Albert Demazière, Paul Parisot, Pour la vérité, Paris : J.-R. Chauvin, 1997 Sur l’assassinat de Pietro Tresso.
- Correspondance de Jean-René Chauvin, fonds d’archive Jean-René Chauvin, Centre d’histoire sociale du XXe siècle[11].

### На русском языке
- Шовен Жан-Рене. <Письмо организаторам I конференции «Сопротивление в ГУЛАГе»> // В сб. «Сопротивление в ГУЛАГе», раздел из «Писем наших товарищей», М.: Возвращение, май 1992, С. 21-22.
- Шовен Жан-Рене. Концентрационные лагеря — чума XX века. // Воля. 1994. № 2-3, с. 173—177.